# Город дорог (альбом)
«Город до́рог» — дебютний студійний альбом російського реп-виконавця Guf'а, випущений в 2007 році. Фактично це перший реліз учасників групи CENTR. Він вийшов ще до видання альбому «Качели».
Більшість пісень альбому стосуються тем вживання наркотиків, субкультури наркоманів. У піснях альбому зустрічається ненормативна лексика. Журнал Rolling Stone у своїй рецензії на альбом зазначив, що " у всіх дисциплінах некомерційного хіп-хопу Guf заслуговує найвищого балу», а сайт Rap.ru поставив «Город дорог» в один ряд з кращими альбомами російського репу.

## Історія

### Створення
Пісні, що увійшли до альбому, записувалися протягом декількох років і до часу виходу альбому багато хто з них були вже знайомі публіці. Альбом записали майже за тиждень. Пісня «Новогодняя», що стала одним з головних хітів альбому, вперше була опублікована на збірці «Rap.ru", який у жовтні 2004 року за підтримки однойменного сайту випустив рекорд-лейбл Respect Production.
Участь у цій збірці стала першим офіційним релізом Гуфа. Перша ж видана пісня привернула до артиста пильну увагу преси та публіки. Трек був високо оцінений критикою.
Наступним хітом Гуфа стала пісня «Сплетни», якою автор коментує різних персонажів російського шоу-бізнесу. Вона потрапила в ротацію радіо Next FM і набула певної популярності, хоча ще не була офіційно випущена на носіях.
Через рік, у листопаді 2005 року, була опублікована музична збірка «Хип-Хоп-Картина», який відкривав ще один трек, пізніше увійшов в «Город дорог» — «Новости». К 2005 року Guf був уже досить добре відомий публіці і користувався істотною популярністю, хоча у нього не було видано жодного альбому. Тоді ж артист заявив, що планує випустити свій альбом в новому 2006 році — а після-переключитися на роботу над альбомом своєї групи Centr.
До квітня 2006 року Guf представив публіці свій дебютний кліп, знятий телекомпанією Ren-TV на пісню «Новогодняя». Було оголошено, що незабаром буде екранізований і інший хіт репера-пісня «Сплетни».
Тоді ж було оприлюднено робочу назву майбутнього альбому — «Город дорог». Його планувалося видати восени того ж року. Бажання видати альбом послідовно декларували лейблі «ЛевПравЗвук» и Respect Production, група IconMedia. У підсумку контракт з Гуфом уклала самеIconMedia. Однак, незважаючи на плани артиста, в 2006 році альбом так і не вийшов.
Зйомки кліпу на пісню Гуфа «Сплетни» мали відбутися у липні 2006 року. Тим не менш, зйомки були скасовані, а кліп так і не було знято.
На рубежі 2006 і 2007 років популярний сайт Rap.ru організував голосування, в якому запропонував читачам вибрати найкращих, на їхню думку, виконавців року. За результатами голосування, в якому взяло участь трохи більше 10 тисяч читачів сайту, Guf посів третє місце в номінації «Артист року — вітчизняний», поступившись Смокі Мо та Лігалайзу.
У березні 2007 року було оголошено, що вихід альбому «Город дорог», що відкладався з минулого року, повинен відбутися 22 березня..Повідомлялося, що IconMedia не змогла виконати своїх зобов'язань, і контракт між нею та Гуфом було розірвано. Новим видавцем альбому було оголошено лейбл CD Land.
Проте вихід альбому було вкотре перенесено. Офіційною причиною затримки було названо непорозуміння між продюсером та артистом. У результаті, компанія CD-Land відмовилася від публікації альбому. За видання альбому «Город дорог» взялася компанія «Моноліт», яка і випустила його 3 квітня 2007 року.
На час виходу альбому він уже встиг просочитися в Інтернет і був доступний для вільного скачування..
Презентація альбому відбулася під час концерту, що відбувся 24 травня 2007 року у московському клубі «16 тонн».

## Назва
Назва альбому містить гру слів. Воно може бути прочитано подвійно і, залежно від наголосу, повністю змінює сенс. Назву можна прочитати як «Город доро́г», що може означати як "місто безлічі доріг", так і "місто наркотиків" (на сленгу наркоманів "дорога" означає наркотичні засоби, покладені на рівній поверхні тонкою лінією, у вигляді "доріжки").
В іншому випадку назву можна прочитати як «Город до́рог», что в свою очередь может означать как «город, отличающийся дороговизной», так и «город, имеющий большое значение и ценность».
В одному з інтерв'ю Guf зазначив, що сам він вважає більш точним вимову «Город до́рог», тобто акцент на дорожнечі чи цінності міста.
При цьому у пісні «Город дорог», яка не увійшла до однойменного альбому, а була видана пізніше на першому студійному альбомі групи Centr, використовується якраз інший варіант: «Город доро́г».
Крім того, назва є «перевертарем»: вона читається однаково з початку та з кінця. Незалежно від наголосу друге слово назви («дорог») є паліндромом першого («город»).

## Дизайн обкладинки
Гра слів у назві знайшла свій відбиток у оформленні альбому: на обкладинці диска друга частина назви альбому є дзеркальним відображенням першої (це помітно формою букв «р» и «г» у слові «дорог»). Назва альбому та ім'я його автора розташовані на тлі фотографії одного з московських провулків. Автором дизайну обкладинки став Бледный із групи «Иезекииль 25:17».
На момент виходу альбому гурт «Центр» е не змінила назву наC entr (это було зроблено пізніше через конфлікт із «Центром» Василия Шумова), тому назва колективу Гуфа наведена у вихідному вигляді — «Центр» (великими літерами).

## Маркетинг альбому
Маркетинг альбому не вирізнявся масштабністю. У Росії 2000 років більшість радіостанцій і телеканалів вважають російськомовну реп-музику неформатною і майже повністю ігнорують її, обмежуючись одним-двома найпопулярнішими артистами жанру. Єдиними станціями, які регулярно грали пісні з альбому, стали московська Next FM та пітерська «Радіо Рекорд». В эфир специализирующихся на хип-хопе и электронной музыке Next и «Рекорда» попали «Ориджинал Ба», «Новости» и «Сплетни». Именно ротации «Сплетен» на Next FM принесли Guf’у большую часть популярности.
Для просування альбому планувалося зробити два відеокліпи, але вдалося зняти лише один. Малобюджетний кліп на пісню «Новогодняя» був знятий режисером А. Долматовим за підтримки телекомпанії Ren-TV у 2006 році. Сама пісня розповідає про канали постачання героїну до Москви. За сюжетом кліпу головний герой таємно зустрічається з кількома людьми, яких він просить завдати йому болю, щоб угамувати ломку. Він віддає кожному з них гроші і отримує за це кілька жорстоких ударів, але цього недостатньо. В кінці він віддає останнє — свій хрест і просить його вбити, що виходить. Роль наркодилера в автомобілі виконав Slim, роль скінхеда-«бика» - Птаха.
Кліп демонструвався на Ren-TV у рамках передачі про боротьбу з наркоманією, а пізніше з'явився в ефірі незалежних музичних телеканалів, таких як O2TV та A-One.

## Список композицій
| #   | Назва                                                                       | Автор слів        | Продюсер | Тривалість |
| --- | --------------------------------------------------------------------------- | ----------------- | -------- | ---------- |
| 1.  | «Интро»                                                                     | Guf               | Slim     | 0:43       |
| 2.  | «Кто как играет»                                                            | Guf, Slim         | Slim     | 3:18       |
| 3.  | «Сплетни»                                                                   | Guf               | Slim     | 3:12       |
| 4.  | «Свадьба» (при участии Slim)                                                | Guf, Slim         | Slim     | 4:14       |
| 5.  | «Хлоп-хлоп» (при участии Птаха)                                             | Птаха, Guf        | Тёмный   | 2:43       |
| 6.  | «Ямакаси»                                                                   | Guf               | Slim     | 3:38       |
| 7.  | «Есть вопросы» (при участии Slim)                                           | Guf, Slim         | Slim     | 4:21       |
| 8.  | «Трамвайные пути»                                                           | Guf               | Slim     | 2:17       |
| 9.  | «Скит от Принципа»                                                          | Принцип           | Slim     | 1:18       |
| 10. | «Новогодняя»                                                                | Guf               | Шым      | 3:40       |
| 11. | «Oриджинал Ба» (при участии Ба)                                             | Guf, Ба           | Slim     | 4:01       |
| 12. | «Вождь»                                                                     | Guf               | Slim     | 4:14       |
| 13. | «Скит от Санька»                                                            | Guf, Санек        | —        | 0:28       |
| 14. | «Тринити» (remix) (при участии «Иезекииль 25:17» и «Отрицательное Влияние») | Guf, Ант, Бледный | Slim     | 5:18       |
| 15. | «Мутные замуты» (при участии Slim и Птаха)                                  | Guf, Slim, Птаха  | Slim     | 4:03       |
| 16. | «Новости»                                                                   | Guf               | Slim     | 4:16       |
| 17. | «Трамвайные пути» (полная версия (при участии 5Плюх))                       | Guf, 5Плюх        | Slim     | 3:39       |
| 18. | «Аутро»                                                                     |                   | —        | 0:09       |

## Брали участь
- Бледный («Иезекииль 25:17»)
- Ант («Отрицательное Влияние»)
- Птаха
- Slim
- 5Плюх

## Учасники запису
| - Слова: Guf (1—8, 10—17) Slim (4, 7, 15) Птаха (5, 15) Принцип (9) Ба (11) Ант (14) Бледный (14) 5 Плюх (17) | - Музика: Slim (2—4, 6—8, 11, 12, 14—17) Тёмный (5) Шым (10) Відомості: Brooklyn Only aka IgnatBeatz (2, 3, 4, 6-9, 11, 12, 14-17) Темний (5) Шим (10) Мастеринг: Brooklyn Only aka IgnatBeatz Оформлення: Бледный |

Семпли:
- «Интро» — «Guf — Китайская стена».
- «Кто как играет» — «Edith Piaf — Elle A Dit».
- «Сплетни» — «Nina Simone — I Put a Spell on You»
- «Свадьба» — «Ефрем Амирамов — Жена» и «Ефрем Амирамов — Бессмертие Любви»
- «Ямакаси» — «Andres Segovia — La Frescobalda»
- «Есть вопросы» — «Tom Waits — All the World Is Green»
- «Трамвайные пути» — «Jacques Brel — Je Suis Malade» (клавишные)
- «Скит от Принципа» — «J. J. Cale — Sensitive Kind»
- «Новогодняя» — «Pupo — Buratino»
- «Ориджинал Ба» — «Patricia Carli — Demain Tu Te Maries»
- «Тринити» — «Meiko Kaji — Yadokari» и «Smut Peddlers — Tower of Babel»
- «Мутные замуты» — «Danny Elfman — Sallys song»
- «Новости» — «Tom Waits & Kathleen — On The Other Side Of The World»